# Souls for Sale
Souls for Sale er en amerikansk stumfilm fra 1923 af Rupert Hughes.

## Medvirkende
- Eleanor Boardman som Remember "Mem" Steddon
- Lew Cody som Owen Scudder
- Richard Dix som Frank Claymore
- Mae Busch som Robina Teele
- Frank Mayo som Tom Holby
- Barbara La Marr som Leva Lamaire
- Arthur Hoyt som Jimmy Leland